# Důl Kupol
Důl Kupol (rusky Месторождение Купол) je jedním z významných zlatorudných dolů v Čukotském autonomním okruhu Ruské federace. Důl se nachází na hranici Anadyrského a Bilibinského okresu Čukotského autonomního okruhu a z geografického hlediska je jednou z nejizolovanějších těžebních lokalit na světě. Důl, v němž se těží zlato a stříbro, je ve vlastnictví kanadské těžařské společnosti Kinross Gold Corporation se sídlem v Torontu.

## Geografická poloha
Důl Kupol se nachází ve vnitrozemí Čukotského poloostrova v nadmořské výšce přibližně 550 metrů, 450 kilometrů směrem na severozápad od metropole Čukotského autonomního okruhu Anadyru. Důl leží za severním polárním kruhem v náhorní oblasti Východosibiřské vysočiny na východ od Anjujského pohoří mezi říčkou Kupol a řekou Staričnaja, která se severně od zlatorudného ložiska vlévá z levé strany do řeky Malyj Anjuj.

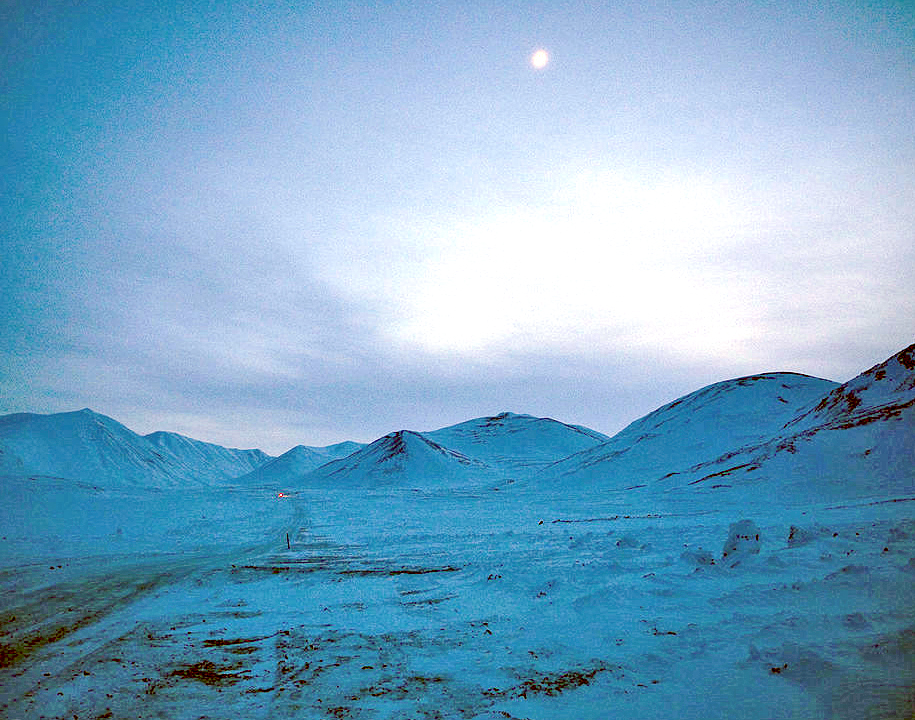
Zimní cesta z Peveku k dolu Kupol

Nejbližším  trvale obydleným místem je obec Ilirnej na severozápadě, vzdálená od dolu zhruba 90 km vzdušnou čarou. Pozemní spojení mezi touto obcí a dolem neexistuje, v oblasti je možná doprava pouze vrtulníkem. Pozemní spojení dolu se světem je uskutečnitelné jen v zimním období po zamrzlé cestě do 380 km vzdáleného přístavu Peveku, který je nejseverněji položeným městem Ruské federace.

### Klima
Podnebí v oblasti je subarktické s dlouhými mrazivými zimami a krátkým chladným létem. Průměrná roční teplota ve vnitrozemí se pohybuje mezi −12 °С a −14 °С. Velmi častý, zejména pak v pobřežní oblasti, je silný vítr, přecházející ve vichřici, která někdy trvá i řadu dní. V nejchladnějších dnech zimního období, které zde trvá 8 měsíců, klesá teplota v této oblasti, včetně lokality dolu Kupol, až k −58 °C.

### Geologie a mineralogie
V oblasti ložiska Kupol se až do hloubky více než 430 metrů vyskytují křemenné žíly, obsahující zlato a stříbro. Délka těchto žil se pohybuje od 100 metrů až do 2,5 km, jejich mocnost pak od několika centimetrů do 5 až 7 metrů, ve výjimečných případech až 21 metrů. Zlato se zde vyskytuje též v ryzí podobě zlatých valounků a zrn a také v přirozené slitině se stříbrem – tj. jako elektrum. Kromě zlata a stříbra (stříbrných rud) se v lokalitě dolu Kupol nejčastěji nachází pyrit, dále pak arsenopyrit, antimonit a minerály, spojené s výskytem stříbra – tetraedrit (freibergit), pyrargyrit, stephanit (stefanit) a argentit. Nacházejí se zde též křemité hmoty, jako chalcedon a opál.
Kromě dolu Kupol jsou v Bilibinském okrese ještě zlatorudné doly Karalveemskoe (Каральвеемское), Kekura (Кекура), Dvojnoe (Двойное) a Kljon (Клён) a dále významné ložisko měděných rud Pěsčanka (Песчанка). Na základě průzkumu byla v oblasti objevena perspektivní naleziště wolframu, olova, zinku, antimonu, rtuti a uhlí. Byl zde zaznamenán výskyt více než 30 rudních minerálů, jako například pyritu, chalkopyritu, bornitu a molybdenitu.

## Těžba

### Historie
Zlato v lokalitě Kupol bylo poprvé objeveno a získáváno již na přelomu 30. a 40. let 20. století s pomocí vězňů stalinských gulagů, kteří byli nasazeni na průzkumné a hornické práce v oblasti Čukotky.

### Po rozpadu Sovětského svazu
Po rozpadu SSSR provedli v roce 1995 v oblasti Kupolu pracovníci Anjujského hornicko-geologického státního podniku nový průzkum, díky kterému byl objeven význam zdejšího ložiska. Tento průzkum pokračoval až do roku 2002, kdy tuto činnost převzala Čukotská hornicko-geologická společnost (Чукотская горно-геологическая компания), jejímiž  vlastníky byla kanadská těžařská společnost Bema Gold (75 % akcií) a správa Čukotského autonomního okruhu. V roce 2007 Bema Gold přešla do vlastnictví jiné kanadské společnosti  Kinross Gold Corporation. Společnost Kinross Gold v roce 2011 vykoupila od správy Čukotského autonomního okruhu zbylých 25 % akcií a stala se tak stoprocentním vlastníkem dolu Kupol. 

### Provoz dolu

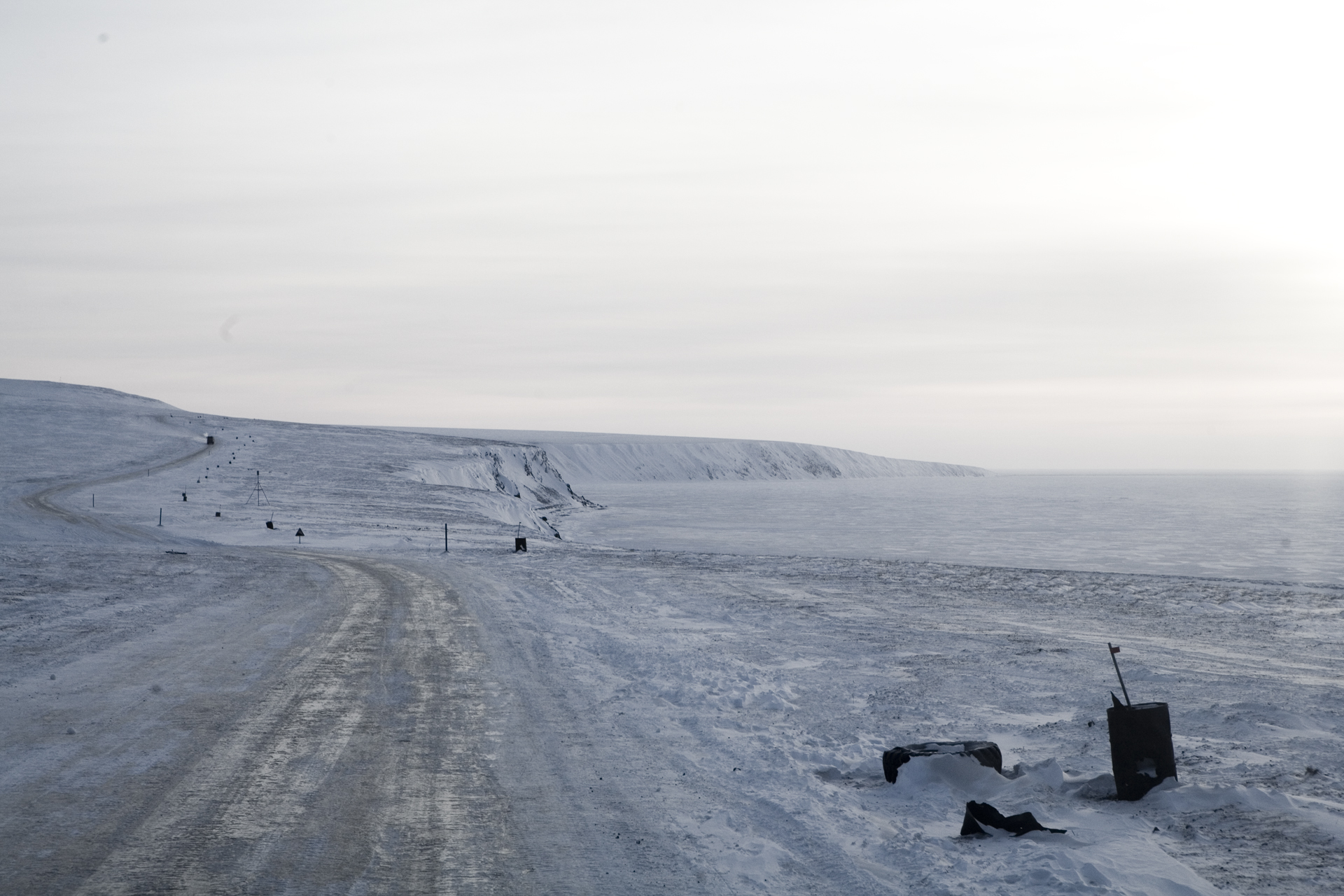
Ledová trasa Pevek - Kupol

Aby mohl být vybudován důl a zahájena těžba, musel být dopraven na místo veškerý materiál z přístavu Pevek pozemní cestou, která je použitelná jen v zimním období od ledna do dubna. V roce 2008 v poslední fázi výstavby bylo do dolu takto dopraveno 3 000 kontejnerů, 60 000 tun materiálu a 25 000 tun motorové nafty, což představovalo celkem 1 944 jízd kamiónů v trase Pevek – Kupol. První zlato z dolu Kupol bylo dodáno v květnu 2008, následující měsíc pak byla zahájena pravidelná těžba, a to jak v hlubinném dole, tak i povrchovou těžbou. Vytěžená surovina je zpracovávána metodou kyanidového loužení. V prvním roce těžby (2008) bylo takto získáno 469 907 uncí zlata.

### Zaměstnanci
V prvních letech od zahájení těžby pracovalo v dole Kupol kolem 1 400 zaměstnanců. Vzhledem k tomu, že na celém Čukotském poloostrově žije jen kolem 50 000 lidí, přicházeli sem zájemci o práci z celého Ruska a také z některých bývalých republik někdejšího Sovětského svazu. Pracovní režim v dole představuje dva měsíce nepřetržité práce v 12hodinových směnách s jedním volným dnem v týdnu, načež následují dva měsíce volna. V areálu dolu mají zaměstnanci příslušné zázemí, kromě ubikací a jídelny také společenské místnosti a prostory pro sportovní aktivity. Poblíž dolu je zbudováno letiště s 1 830 metrů dlouhou přistávací dráhou pro menší letadla a vrtulníky.

## Perspektivy
V roce 2010 společnost Kinross Gold získala těžební práva v lokalitě Dvojnoe, asi 100 km severně od dolu Kupol. Těžba v tomto hlubinném dole byla zahájena v roce 2013, vytěžená surovina se začala zpracovávat v závodě Kupol. Kupol – Dvojnoe patří k nejziskovějším akvizicím společnosti Kinross Gold, za rok 2016 činil zisk společnosti ze zdejší těžby 345 miliónů USD. Čtyři kilometry východně od dolu Kupol, ještě na území, na něž se vztahují těžební práva společnosti Kinross Gold, se nachází lokalita Moroška (anglicky Moroshka, rusky Морошка). Zdejší zásoby jsou odhadovány na téměř 200 miliónů uncí zlata. V lokalitě Moroška je plánováno zahájení těžby v první polovině roku 2018 a surovina má být rovněž zpracovávána v areálu dolu Kupol.
Od roku 2009 dochází k poklesu vytěženého zlata. Pokles produkce je způsoben těžbou rudy s nízkou jakostí zlata. Do konce roku 2023 bude důl uzavřen a těžba zlata ukončena.